# 马恩省
马恩省（法語：Marne）是法國大东部大区所轄的省份，位于法国东北部，以流经省内的马恩河（罗马时代称马罗那）命名。 該省編號為51。马恩省省会是香槟地区沙隆（以前称为马恩河畔沙隆），副省会是埃佩尔奈、兰斯、圣默努和维特里勒弗朗索瓦。
生产世界闻名的起泡酒的香槟葡萄园位于马恩。